# ヴェルナー・ヘーゲマン
ヴェルナー・ヘーゲマン（Werner Hegemann, 1881年6月15日 - 1936年4月12日）はドイツ・マンハイム出身の都市計画家。
1901年、ベルリン大学で哲学と歴史学を専攻後、1903年パリへ渡り経済学を修める。住宅問題に関心をもち、1904年住宅調査官としてアメリカ合衆国へ、翌年から1906年まではフランスで国際経済学を学ぶ。1907年、ベルリンに戻り大学で都市計画を研究し始める。1908年、ミュンヘン大学で博士号を取得した後、1909年に再渡米、「ボストン1915」という都市計画展の責任者に抜擢され。この会で大ボストン計画を発表。都市環境の改善や産業発展を試みる提案で、展示には約20万人ほどが来場し、成功をおさめた。
その後叔父によってドイツに呼び戻され、ボストンでの都市計画展を成功させたことから、政府主導による「Greater Berlin」計画（1910年）に際して主催者側よりベルリン都市計画展の統括者に推薦された。
1910年、29歳でベルリン都市計画展の統括者に抜擢され、1910年ベルリン、1911年デュッセルドルフでの国際都市計画展を成功に導く。再度1913年から講演旅行のために渡米し、都市計画講演で全米約30都市を訪問。訪問先では実際に計画案を作成している。1914年には西海岸から中国と日本を、つづいてオーストラリアを視察。母国が第一次大戦中のため、1915年アメリカに戻り、1921年まで留まる。翌1922年にアメリカでの成果を『The American Vitruvius』という題名で出版する。
1922年にドイツに戻って以降は著述業に専念し、建築都市計画に関する雑誌『Wasmuths Monatshefte für Baukunst』と『Der Städtebau』を創刊するが、ナチスが台頭し、結果1933年、アメリカに三たび渡る。1935年から没するまでコロンビア大学の都市計画学講座客員教授をつとめた。